# Akçakiraz, Elâzığ
Akçakiraz là một thị trấn thuộc thành phố Elazığ, tỉnh Elazığ, Thổ Nhĩ Kỳ. Dân số thời điểm năm 2011 là 6.437 người.